# هوتای موتور
هوتای موتور (انگلیسی: Hotai Motor) شرکت خودروسازی تایوانی است، که در سال ۱۹۴۷ تأسیس شد.